# گارد سلطنتی مراکش
گارد سلطنتی مراکش (به عربی: الحرس الملكي المغربي) نیروی گارد سلطنتی زیرمجموعه نیروهای مسلح پادشاهی مراکش است. که در سال ۱۰۸۸ تأسیس شد.

## تاریخ
گارد سلطنتی منشأ خود را به گارد سیاه سابق (عبید البخاری) می‌رساند. عابد البخاری به دستور سلطان علوی، مولای اسماعیل در سال ۱۶۹۹ ایجاد شد.
این یک سپاه نظامی متشکل از بردگان سیاه پوست بود که در واحدهای پیاده نظام و سواره نظام دائمی سازماندهی شده بودند.  این سپاه به طور غیررسمی به عنوان «گارد سیاه» نامیده می‌شد، زیرا اعضای آن از هاراتین، مردمی سیاهپوست از جنوب مراکش و/یا اصالتاً اهل جنوب صحرای آفریقا، و همچنین از دیگر ساکنان سیاه پوست منطقه استخدام شده بودند. نام عابد البخاری (به عربی: عبید البوخاری، به معنای «غلامان البخاری») از رویه آنها در ادای سوگند خدمت بر روی نسخه ای از صحیح البخاری، مجموعه مشهور احادیثی که توسط محمد بخاری گردآوری شده است. 